# Peromyscus fraterculus
Peromyscus fraterculus är en gnagare i släktet hjortråttor. Populationen listades en tid som underart till Peromyscus eremicus men sedan året 2000 godkänns den på grund av avvikande morfologiska och genetiska egenskaper som art.
Arten blir med svans 169 till 218 mm lång och väger 18 till 40 g. Den har en lång päls, långa morrhår och en lång svans. Håren som bildar ovansidans päls har en ockra till kanelbrun färg. Dessutom är några ljusa hår inblandade. På huvudet och på kroppens sidor är pälsen liter mer gråaktig. Hos Peromyscus fraterculus är svansens undersida lite ljusare än ovansidan. Allmänt varierar pälsfärgen beroende på markens färg som finns i utbredningsområdet.
Denna hjortråtta förekommer på halvön Baja California (Mexiko) samt i södra Kalifornien (USA). Dessutom kan den hittas på flera öar i Californiaviken. På vissa öar blev arten troligen introducerad av människor. Habitatet utgörs av öknar med några buskar samt av klippiga områden med glest fördelad växtlighet.
Individer gräver underjordiska bon när sandig mark finns. Annars vilar de i bergssprickor eller i ansamlingar av växtdelar. Peromyscus fraterculus är aktiv på natten och den stannar vanligen i boet under årets varmaste månader. Födan utgörs beroende av årstid av frön, frukter, blommor eller insekter. Honor har vanligen tre eller fyra kullar per år med upp till fyra ungar per kull. Ungarna är redan efter två veckor självständiga. Livslängden uppskattas med ett år.
Individerna hittas ibland klättrande i träd eller buskar. De behöver inte dricka, istället täcks vätskebehovet med födan. Arten lever i låglandet och i bergstrakter upp till 2300 meter över havet.
Det är inga hot för beståndet kända. IUCN listar arten som livskraftig (LC).